# 12-Stunden-Rennen von Sebring 2021

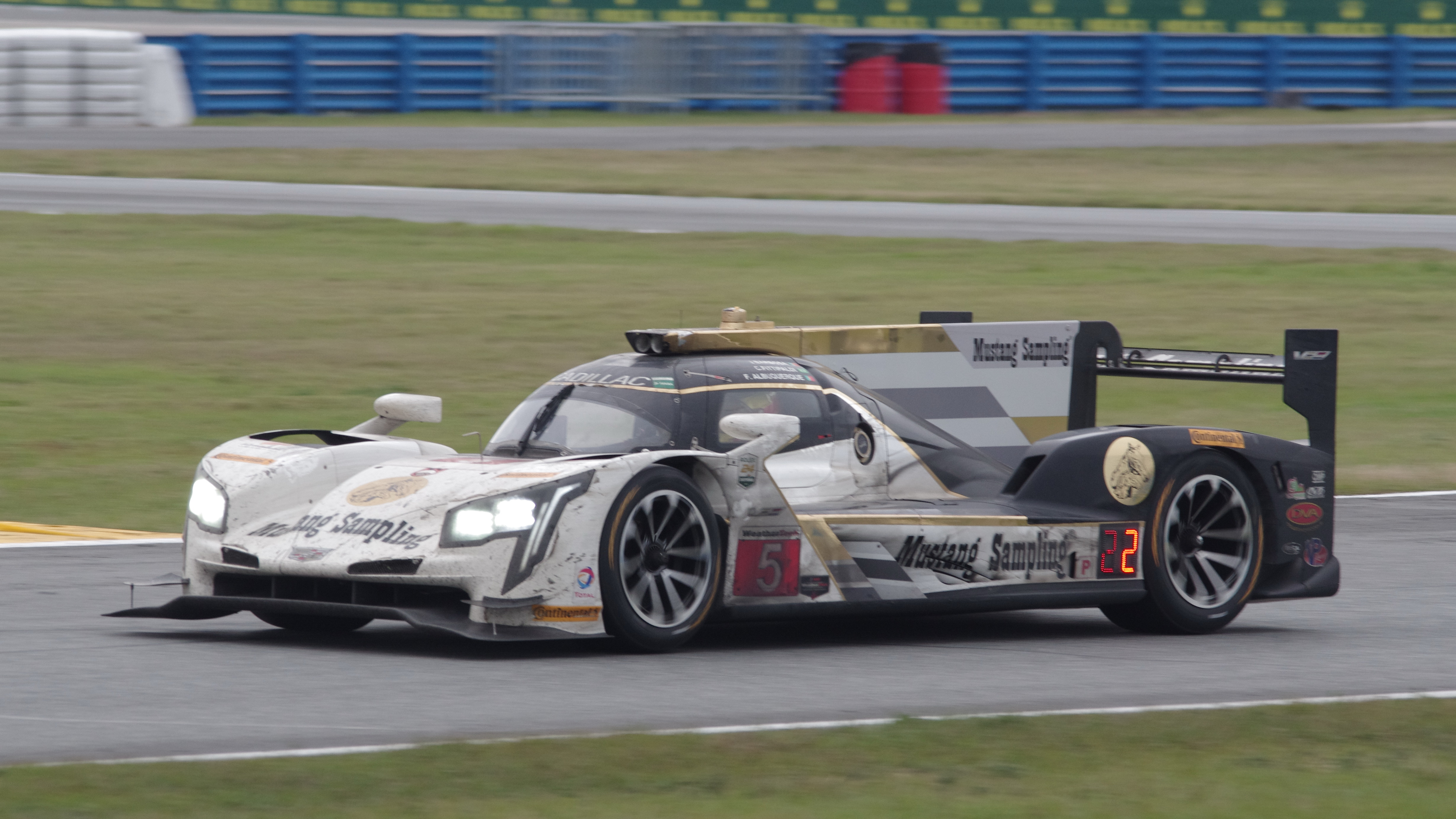
Der siegreiche Cadillac DPi V.R von Loïc Duval, Sébastien Bourdais und Tristan Vautier

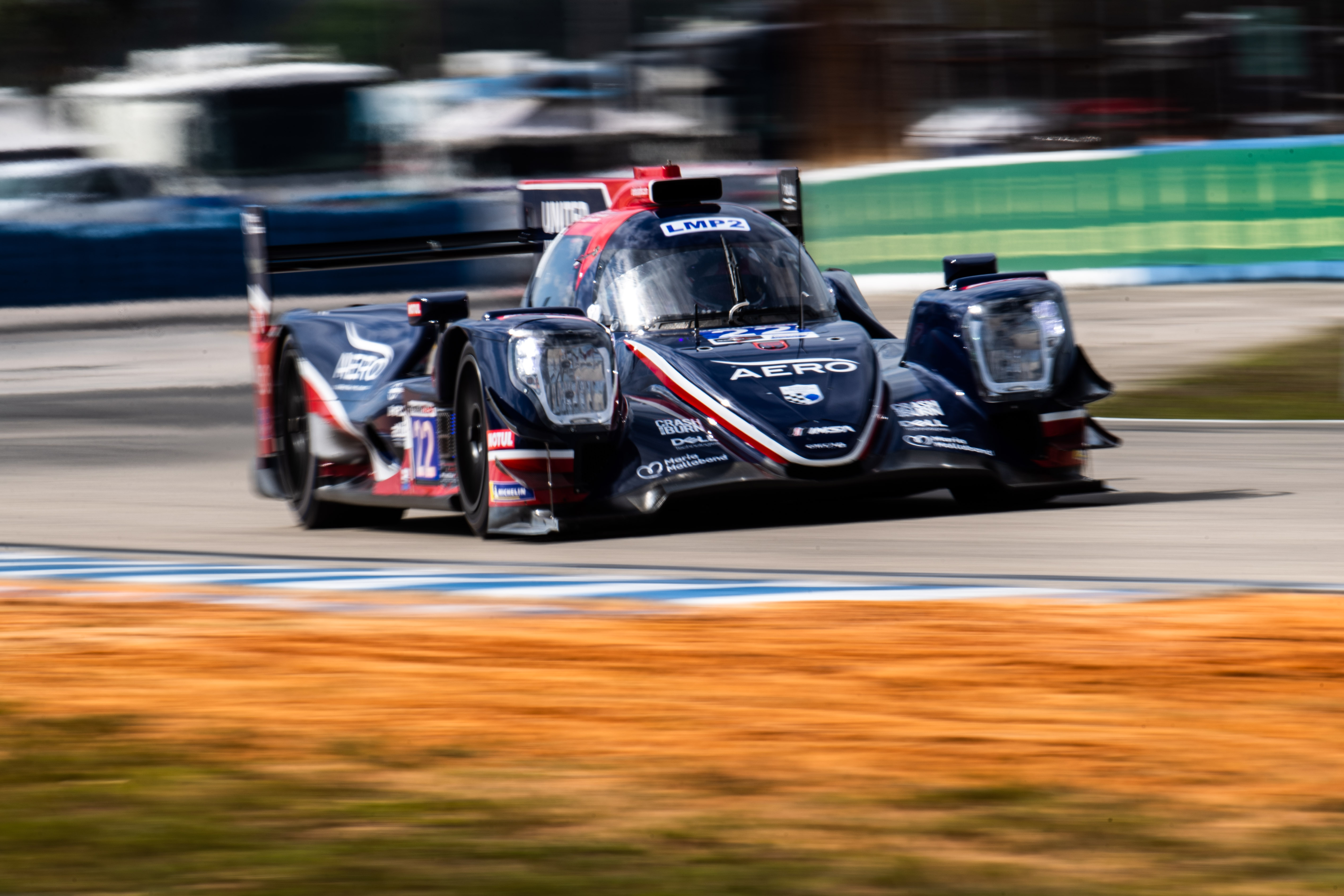
Der disqualifizierte Oreca 07 von Guy Smith, James McGuire und Wayne Boyd

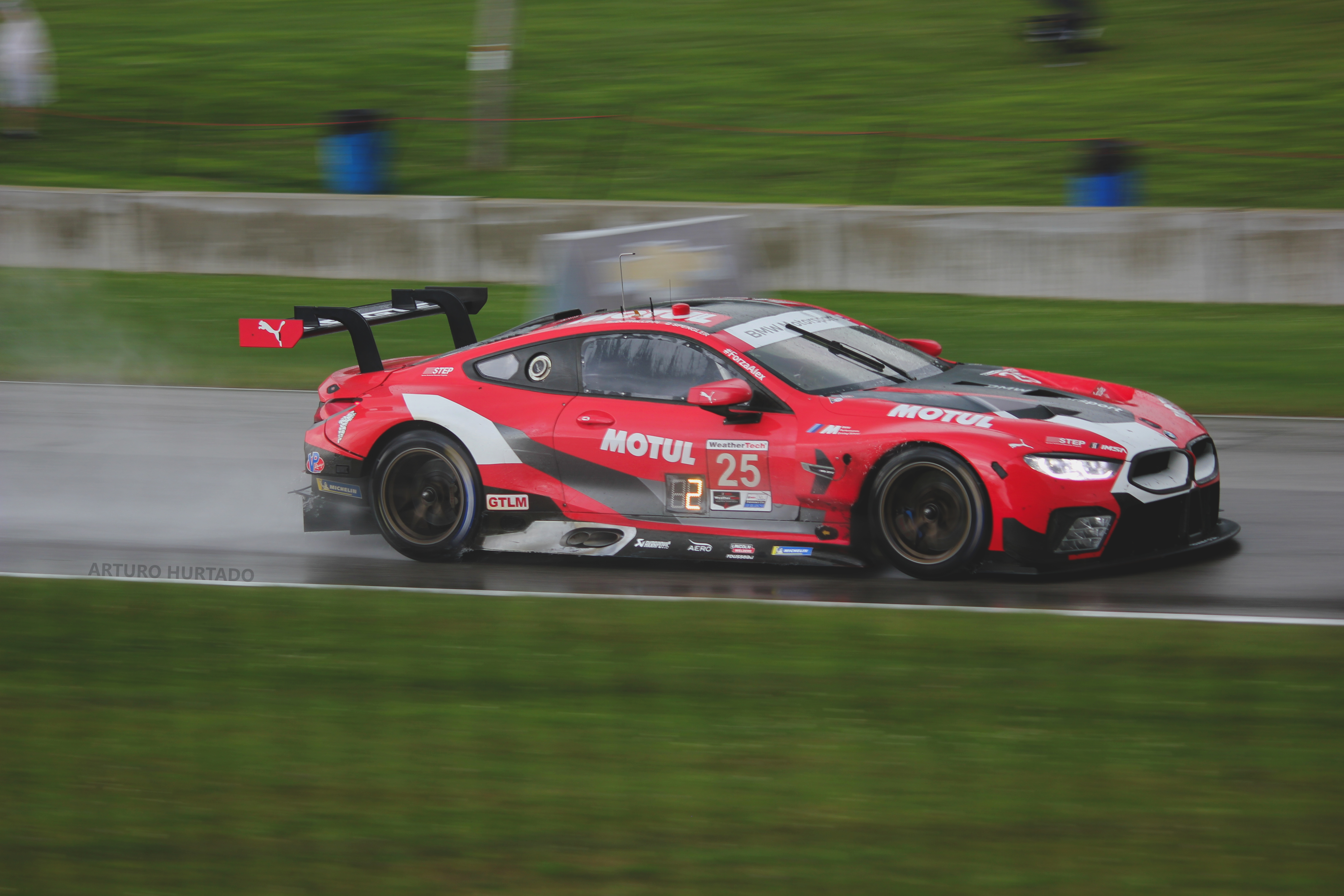
Der BMW M8 GTE von Connor De Phillippi, Philipp Eng und Bruno Spengler

Das 69. 12-Stunden-Rennen von Sebring, auch 69th Mobil 1 Twelve Hours of Sebring Presented by Advance Auto Parts, fand am 20. und 21. März 2021 auf dem Sebring International Raceway statt und war der zweite Wertungslauf der IMSA WeatherTech SportsCar Championship dieses Jahres.

## Das Rennen
Wie in den Jahren davor war auch die 2021er-Ausgabe des Sebring-Rennens eine turbulente Veranstaltung. Die Rennsieger Loïc Duval, Sébastien Bourdais und Tristan Vautier lagen im Cadillac DPi V.R nach zwei unverschuldeten Kollisionen bereits zwei Runden hinter der Spitze, holten diesen Rückstand durch geschickte Boxenstrategie während der üblichen Gelbphasen aber wieder auf. Der lange Führende Ganassi-Cadillac von Renger van der Zande, Kevin Magnussen und Scott Dixon scheiterte eine Stunde vor Rennschluss ebenfalls durch eine Kollision. Dixon war vor der Boxeneinfahrt mit dem von Connor De Phillippi gefahrenen BMW M8 GTE zusammengestoßen. Die folgende Notreparatur an der Aufhängung kostete dem Team zwei Runden.
In der letzten halben Rennstunde fuhren die ersten fünf Wagen im Abstand von fünf Sekunden um den Kurs. Sebastien Bourdais kam mit einem Vorsprung 1,4 Sekunden auf den zweitplatzierten Wagen zu seinem zweiten Sebring-Gesamtsieg. Dahinter versuchte der an der dritten Stelle fahrende Kamui Kobayashi in der letzten Runde mehrmals den vor ihm liegenden Harry Tincknell zu überholen. Diesem gelang es jedoch alle Überholversuche abzuwehren und den Mazda RT24-P an der zweiten Stelle ins zu bringen. Dem drittplatzierten Cadillac – in dem NASCAR-Rekordmeister Jimmie Johnson sein Sebring-Debüt gab (Johnson hatte im Rennen zwei Dreher) – drohte Ungemach, weil der dritte Pilot Simon Pagenaud die erlaubte maximale Fahrzeit von vier innerhalb von sechs Stunden um 50 Sekunden überschritten hatte. Die Rennleitung verhängte eine harte Strafe und disqualifizierte das Team nach dem Rennen. Dadurch rückte der Acura ARX-05 von Olivier Pla, Juan Pablo Montoya und Dane Cameron an den dritten Rang der Gesamtwertung nach vorne.
Das Rennen der GTLM-Klasse entschied sich acht Minuten vor Schluss durch eine weitere Kollision von Connor De Phillippi im BMW. Der in der Klasse an der zweiten Stelle liegende BMW kollidierte mit dem führenden Chevrolet Corvette C8.R von Antonio García. Die Folge waren ein Reifenschaden und ein unplanmässiger Boxenstopp für García und eine Durchfahrtsstrafe für de Phillippi. Dadurch kamen Matt Campbell, Cooper MacNeil und Schlussfahrer Mathieu Jaminet im Porsche 911 RSR-19 zum unerwarteten Klassensieg.

## Ergebnisse

### Schlussklassement
| 1               | DPi  | 5  | Mustang Sampling JDC-Miller MotorSports | Loïc Duval Sébastien Bourdais Tristan Vautier    | Cadillac DPi V.R         | 349 |
| 2               | DPi  | 55 | Mazda Motorsports                       | Oliver Jarvis Harry Tincknell Jonathan Bomarito  | Mazda RT24-P             | 349 |
| 3               | DPi  | 60 | Meyer Shank Racing with Curb-Agajanian  | Olivier Pla Juan Pablo Montoya Dane Cameron      | Acura ARX-05             | 349 |
| 4               | DPi  | 10 | Konica Minolta Acura                    | Alexander Rossi Ricky Taylor Filipe Albuquerque  | Acura ARX-05             | 349 |
| 5               | DPi  | 01 | Cadillac Chip Ganassi Racing            | Renger van der Zande Kevin Magnussen Scott Dixon | Cadillac DPi V.R         | 347 |
| 6               | LMP2 | 52 | PR1 Mathiasen Motorsports               | Scott Huffaker Ben Keating Mikkel Jensen         | Oreca LMP2 07            | 344 |
| 7               | LMP2 | 18 | Era Motorsport                          | Ryan Dalziel Dwight Merriman Kyle Tilley         | Oreca LMP2 07            | 344 |
| 8               | GTLM | 79 | WeatherTech Racing                      | Matt Campbell Cooper MacNeil Mathieu Jaminet     | Porsche 911 RSR-19       | 334 |
| 9               | GTLM | 25 | BMW Team RLL                            | Connor De Phillippi Philipp Eng Bruno Spengler   | BMW M8 GTE               | 333 |
| 10              | GTLM | 23 | BMW Team RLL                            | Augusto Farfus John Edwards Jesse Krohn          | BMW M8 GTE               | 333 |
| 11              | GTLM | 3  | Corvette Racing                         | Antonio García Jordan Taylor Nicky Catsburg      | Chevrolet Corvette C8.R  | 333 |
| 12              | GTLM | 4  | Corvette Racing                         | Tommy Milner Nick Tandy Alexander Sims           | Chevrolet Corvette C8.R  | 330 |
| 13              | LMP3 | 54 | Core Autosport                          | Colin Braun Jon Bennett George Kurtz             | Ligier JS P320           | 329 |
| 14              | LMP3 | 91 | Riley Motorsports                       | Dylan Murry Jeroen Bleekemolen Jim Cox           | Ligier JS P320           | 329 |
| 15              | LMP3 | 74 | Riley Motorsports                       | Scott Andrews Gar Robinson Spencer Pigot         | Ligier JS P320           | 329 |
| 16              | LMP3 | 7  | Forty7 Motorsports                      | Oliver Askew Austin McCusker Stevan McAleer      | Duqueine D08             | 328 |
| 17              | LMP3 | 33 | Sean Creech Motorsport                  | João Barbosa Yann Clairay Lance Willsey          | Ligier JS P320           | 328 |
| 18              | GTD  | 9  | Pfaff Motorsports                       | Laurens Vanthoor Lars Kern Zacharie Robichon     | Porsche 911 GT3 R        | 320 |
| 19              | GTD  | 16 | Wright Motorsports                      | Patrick Long Trent Hindman Jan Heylen            | Porsche 911 GT3 R        | 320 |
| 20              | GTD  | 23 | Heart of Racing Team                    | Ross Gunn Ian James Roman De Angelis             | Aston Martin Vantage GT3 | 320 |
| 21              | GTD  | 44 | Magnus with Archangel                   | Spencer Pumpelly John Potter Andy Lally          | Acura NSX GT3            | 320 |
| 22              | GTD  | 88 | Team Hardpoint EBM                      | Katherine Legge Ana Beatriz Christina Nielsen    | Porsche 911 GT3 R        | 320 |
| 23              | GTD  | 12 | Vasser Sullivan                         | Zach Veach Robert Megennis Frankie Montecalvo    | Lexus RCF GT3            | 319 |
| 24              | GTD  | 14 | Vasser Sullivan                         | Jack Hawksworth Kyle Kirkwood Aaron Telitz       | Lexus RCF GT3            | 313 |
| 25              | GTD  | 96 | Turner Motorsport                       | Bill Auberlen Robby Foley Aidan Read             | BMW M6 GT3               | 313 |
| 26              | GTD  | 99 | Team Hardpoints EBM                     | Earl Bamber Trenton Estep Rob Ferriol            | Porsche 911 GT3 R        | 280 |
| Disqualifiziert |      |    |                                         |                                                  |                          |     |
| 27              | DPi  | 48 | Ally Cadillac Racing                    | Kamui Kobayashi Simon Pagenaud Jimmie Johnson    | Cadillac DPi V.R         | 349 |
| 28              | LMP2 | 22 | United Autosports                       | Guy Smith James McGuire Wayne Boyd               | Oreca LMP2 07            | 333 |
| Ausgefallen     |      |    |                                         |                                                  |                          |     |
| 29              | GTD  | 75 | Sun Energy 1 Racing                     | Maro Engel Mikaël Grenier Kenny Habul            | Mercedes-AMG GT3         | 304 |
| 30              | DPi  | 31 | Whelen Engineering Racing               | Felipe Nasr Mike Conway Luís Felipe Derani       | Cadillac DPi V.R         | 292 |
| 31              | LMP2 | 8  | Tower Motorsport                        | Gabriel Aubry Timothé Buret John Farano          | Oreca LMP2 07            | 266 |
| 32              | LMP3 | 83 | WIN Autosport                           | Matthew Bell Rodrigo Sales Niklas Kruetten       | Duqueine D08             | 265 |
| 33              | GTD  | 1  | Paul Miller Racing                      | Bryan Sellers Madison Snow Corey Lewis           | Lamborghini Huracán GT3  | 255 |
| 34              | LMP3 | 38 | Performance Tech Motorsports            | Rasmus Lindh Dan Goldburg Mateo Llarena          | Ligier JS P320           | 177 |
| 35              | GTD  | 28 | Alegra Motorsports                      | Michael de Quesada Billy Johnson Daniel Morad    | Mercedes-AMG GT3         | 91  |
| 36              | GTD  | 19 | GRT Grasser Racing Team                 | Tim Zimmermann Stephen Simpson Franck Perera     | Lamborghini Huracán GT3  | 91  |
| 37              | LMP2 | 11 | WIN Autosport                           | Thomas Merrill Steven Thomas Tristan Nunez       | Oreca LMP2 07            | 90  |

### Nur in der Meldeliste
Zu diesem Rennen sind keine weiteren Meldungen bekannt.

### Klassensieger
| Klasse | Fahrer           | Fahrer             | Fahrer            | Fahrzeug           | Platzierung im Gesamtklassement |
| ------ | ---------------- | ------------------ | ----------------- | ------------------ | ------------------------------- |
| DPi    | Loïc Duval       | Sébastien Bourdais | Tristan Vautier   | Cadillac DPi V.R   | Gesamtsieg                      |
| LMP2   | Scott Huffaker   | Ben Keating        | Mikkel Jensen     | Oreca LMP2 07      | Rang 6                          |
| LMP3   | Colin Braun      | Jon Bennett        | George Kurtz      | Ligier JS 320      | Rang 13                         |
| GTLM   | Matt Campbell    | Cooper MacNeil     | Mathieu Jaminet   | Porsche 911 RSR-19 | Rang 8                          |
| GTD    | Laurens Vanthoor | Lars Kern          | Zacharie Robichon | Porsche 911 GT3 R  | Rang 18                         |

### Renndaten
- Gemeldet: 37
- Gestartet: 37
- Gewertet: 26
- Rennklassen: 5
- Zuschauer: unbekannt
- Wetter am Renntag: trocken und kühl
- Streckenlänge: 6,019 km
- Fahrzeit des Siegerteams: 12:01:01,418 Stunden
- Gesamtrunden des Siegerteams: 349
- Gesamtdistanz des Siegerteams: 2100,631 km
- Siegerschnitt: unbekannt
- Pole Position: Luís Felipe Derani – Cadillac DPi V.R (#31) – 1:45,354 = 207,542 km/h
- Schnellste Rennrunde: Felipe Nasr – Cadillac Dpi V.R (#31) – 1:46,151 = 205,983 km/h
- Rennserie: 2. Lauf zur IMSA WeatherTech SportsCar Championship 2021